# Hebbronville (Teksas)
Hebbronville je naseljeno mjesto za statističke potrebe u američkoj saveznoj državi Teksas. Prema popisu stanovništva iz 2010. u njemu je živjelo 4.558 stanovnika.